# Zielęcice (Skarbimierz)

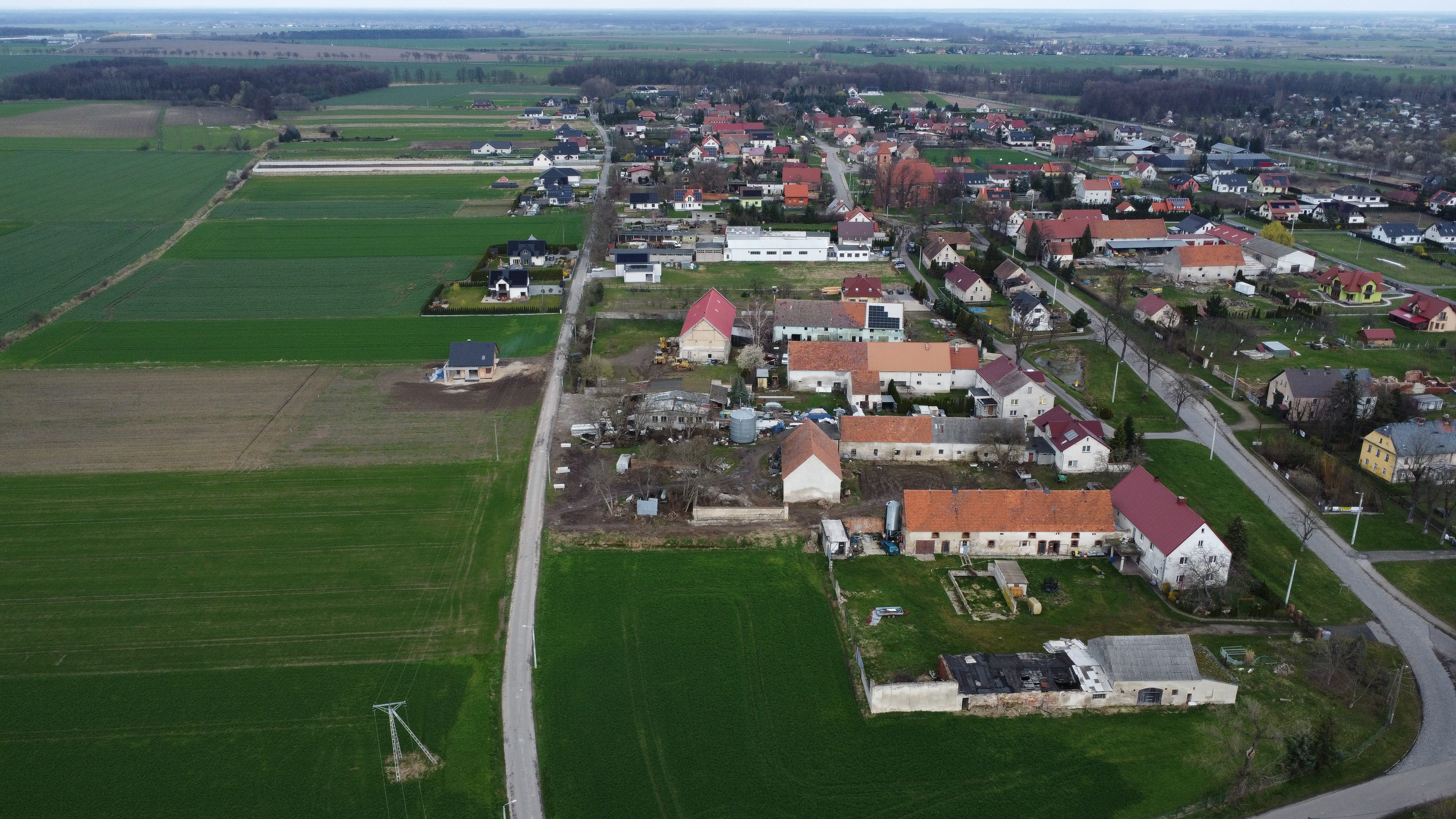
Luftbild des Dorfes

Zielęcice (deutsch Grüningen) ist ein Dorf in Niederschlesien. Der Ort liegt in der Gmina Skarbimierz im Powiat Brzeski in der polnischen Woiwodschaft Opole.

## Geographie

### Geographische Lage
Das Angerdorf Zielęcice liegt vier Kilometer nordwestlich des Gemeindesitzes Skarbimierz (Hermsdorf), ca. fünf Kilometer westlich der Kreisstadt Brzeg (Brieg) und rund 48 Kilometer nordwestlich der Woiwodschaftshauptstadt Opole. Der Ort liegt in der Nizina Śląska (Schlesische Tiefebene) innerhalb der Równina Grodkowska (Grottkauer Ebene).
Durch den Ort führt die Landesstraße Droga krajowa 94.

### Nachbarorte
Nachbarorte von Zielęcice sind im Norden Brzezina (Briesen), im Osten die Kreisstadt Brzeg (Brieg) und im Süden Skarbimierz Osiedle.

## Geschichte

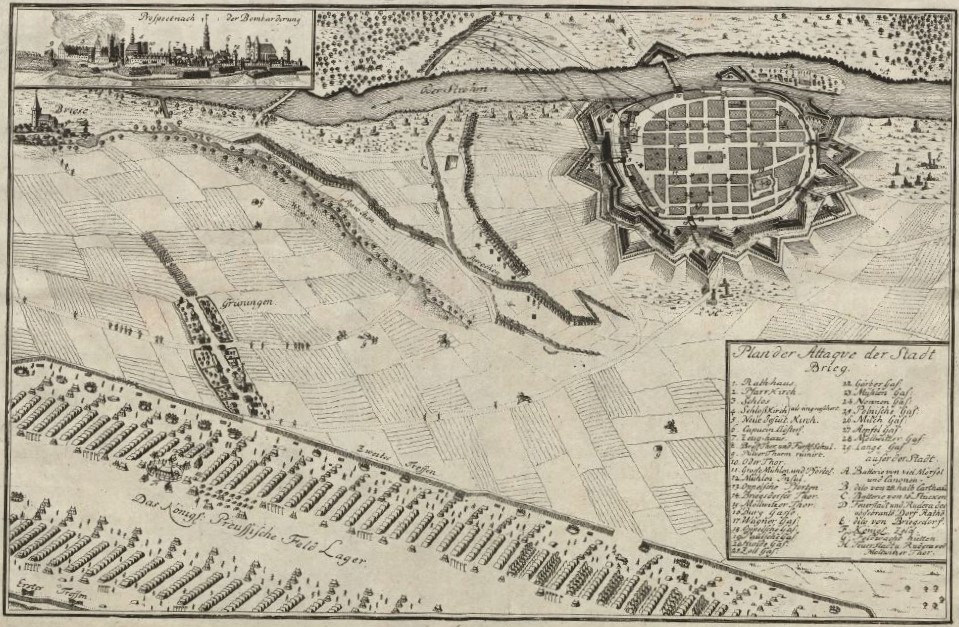
Plan der Belagerung von Brieg 1740–42 – links das Dorf Grüningen

In dem Werk Liber fundationis episcopatus Vratislaviensis aus den Jahren 1295–1305 wird der Ort erstmals als Grunow erwähnt.
Nach dem Ersten Schlesischen Krieg 1742 fiel Grüningen zusammen mit dem größten Teil Schlesiens an Preußen.
Nach der Neugliederung Preußens gehörte die Landgemeinde Grüningen ab 1815 zur Provinz Schlesien und war ab 1816 dem Landkreis Brieg eingegliedert, mit dem es bis 1945 verbunden blieb. 1874 wurde der Amtsbezirk Mollwitz gegründet, welcher die Landgemeinden Bärzdorf, Grüningen, Laugwitz und Mollwitz umfasste. 1885 zählte der Ort 575 Einwohner.
1933 zählte Grüningen 688, 1939 wiederum 562 Einwohner. Bis 1945 befand sich der Ort im Landkreis Brieg.
Als Folge des Zweiten Weltkriegs fiel Grüningen wie fast ganz Schlesien 1945 an Polen, wurde in Zielęcice umbenannt und der Woiwodschaft Breslau angegliedert. Die deutsche Bevölkerung wurde, soweit sie nicht vorher geflohen war, weitgehend vertrieben. Die neu angesiedelten Bewohner waren zum Teil Heimatvertriebene aus Ostpolen. 1950 kam der Ort zur Woiwodschaft Opole. 1999 kam der Ort zum Powiat Brzeski.

## Sehenswürdigkeiten

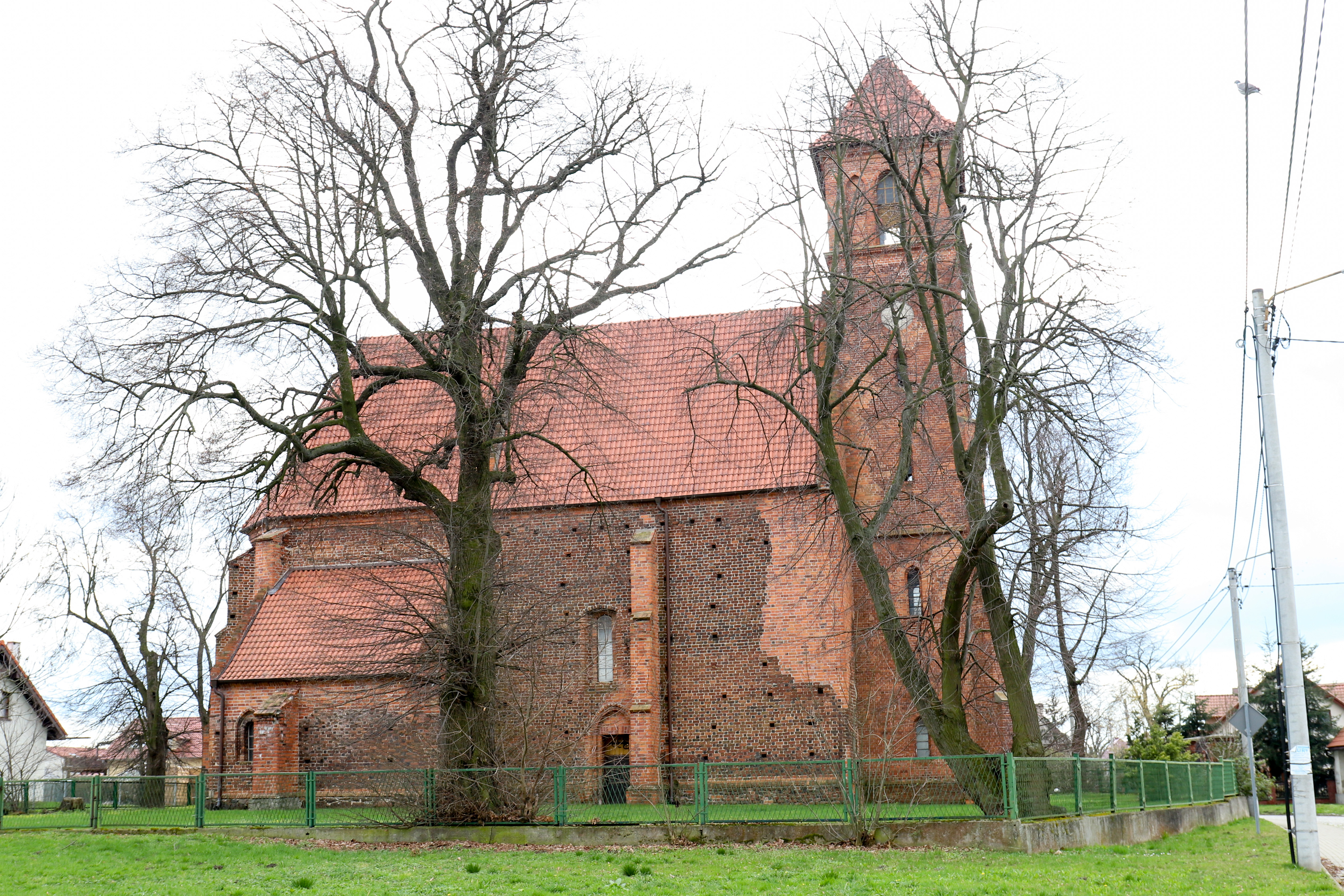
Die Christ-König-Kirche

- Die römisch-katholische Christ-König-Kirche (poln. Kościół Chrystusa Króla) wurde im 14. Jahrhundert errichtet. Der gotische Backsteinbau wurde im 19. Jahrhundert umgebaut. Im Zweiten Weltkrieg beschädigt wurde der Kirchenbau später wieder hergestellt. Das Gotteshaus diente bis 1945 der protestantischen Gemeinde.[5] Die Kirche steht seit 1964 unter Denkmalschutz.[6]